# Пелегрино Парменсе
Пелегрѝно Пармѐнсе (на италиански: Pellegrino Parmense, на местен диалект Pellegrèn, Пелегрен) е село и община в северна Италия, провинция Парма, регион Емилия-Романя. Разположено е на 410 m надморска височина. Населението на общината е 1097 души (към 2010 г.).